# Samsung NC10
A Samsung NC10 (Dél-Koreában Samsung SENS NC10) egy netbook számítógép, amelyet a Samsung készített. Bemutatásakor (2008) a 10,2 hüvelykes képernyő és a nagyméretű, 6 cellás akkumulátor kombinációja jellemezte, amely akár 7,5 órás üzemidőt is biztosított, valamint nagy merevlemez-meghajtó és 499 USD (299 GBP) ár.

## Fordítás
- Ez a szócikk részben vagy egészben  a   Samsung NC10 című angol Wikipédia-szócikk ezen változatának fordításán alapul.  Az eredeti cikk szerkesztőit annak laptörténete sorolja fel. Ez a jelzés csupán a megfogalmazás eredetét és a szerzői jogokat jelzi, nem szolgál a cikkben szereplő információk forrásmegjelöléseként.